# Красный музей (Секретные материалы)
«Красный музей» (англ. «Red Museum») — десятый эпизод второго сезона сериала «Секретные материалы». Премьера состоялась 9 декабря 1994 на телеканале FOX. Эпизод помогает раскрыть «мифологию сериала», заданную в первой серии.
Агенты Фокс Малдер и Дана Скалли расследуют дело, в котором религиозный культ в Висконсине обвиняется в похищении людей и клеймении своих жертв надписями «Он избран» или «Она избрана».

## Сюжет
Агенты Фокс Малдер (Дэвид Духовны) и Дана Скалли (Джиллиан Андерсон) вызваны для того, чтобы расследовать несколько похищений в городке Дельта Грин (Висконсин), где похищенные подростки впоследствии были обнаружены полураздетыми с надписью «Он избран» (англ. He is one) или «Она избрана» на спине. После встречи с шерифом Мазероски агенты первоначально подозревают расположившихся неподалёку представителей религиозного культа «Церковь Красного музея», основанного вегетарианцем Ричардом Одином. Малдер, Скалли и Мазероски посещают церемонию в Церкви Красного музея, которая убеждает Малдера в том, что последователи культа — одержимы, их души были забраны кем-то из их тел. Одна из похищенных жертв утверждает, что чувствовала, как в него входил дух животного.
Подружка сына шерифа стала последней, кого похитили, а затем — нашли. Вещество, найденное в её крови, связывает её с Одином, которого в 1986 году исключили из Американской медицинской ассоциации. Малдер и Скалли допрашивают его. После допроса они встречают старика, он показывает им пару человек, которые делают коровам инъекции сыворотки роста — именно она, по убеждению старика, является корнем всех проблем в их округе. Той же ночью местный доктор Джейсон Ларсон погиб в авиакатастрофе. При изучении остатков самолёта всплывают погрузочные ордера, которые снова выводят следствие к похищенным подросткам. Один из тех, кто делал коровам прививки, убит Человеком-с-короткой-стрижкой (в последний раз этот персонаж появлялся в эпизоде «Колба Эрленмейера»). Другой, любитель подсматривать по имени Джерд Томас, признан похитителем после того, как агенты обнаруживают в доме одной из жертв похищения оборудование для съёмок скрытой камерой. Томас утверждает, что доктор Ларсон превращал детей в монстров с помощью наркотиков, инъекции которых делал им.
Тем временем сын шерифа оказывается убит Человеком-с-короткой-стрижкой. Встретившись с ним на улице, Скалли узнаёт в нём наёмника, убившего бывшего информатора Малдера, о чём и рассказывает последнему. По результатам токсикологической экспертизы анализов крови Скалли обнаруживает в организме потерпевшего те же вещества, что были обнаружены в «колбе». Малдер уверен, что доктор Ларсон вводил детям ДНК пришельцев. Агент убеждает шерифа собрать в одном месте всех детей, которых лечил доктор Ларсон, и спрятать их в Церкви Красного музея. Сам Малдер выслеживает Человека-с-короткой-стрижкой на скотобойне, где тот едва не сжигает дотла всё здание. Хотя Малдер пытается взять наёмника живым, разъярённый шериф убивает его в качестве мести за смерть своего сына.
Скалли выясняет, что Человек-с-короткой-стрижкой не значится в базе данных ФБР или Национальном управлении архивов и документации. Генетический материал, который был привит коровам и похищенным подросткам, содержит неизвестную субстанцию. Все дети, которым была сделана вакцинация неизвестным препаратом, заболели чем-то, похожим на грипп, а те, кто были членами секты — нет. Это наводит Скалли на мысль, что последние были контрольной группой в исследовании.

## В ролях
- Джиллиан Андерсон в роли агента Даны Скалли
- Дэвид Духовны в роли агента Фокса Малдера
- Джиллиан Барбер[англ.] в роли Бет Кейн
- Стив Эстин[англ.] в роли шерифа Мазероски
- Линдси Джинтер[англ.] в роли Человека с короткой стрижкой
- Марк Ролстон в роли Ричарда Одина
- Пол Сэнд[англ.] в роли Джерда Томаса
- Боб Фрэзер[англ.] в роли Гэри Кейна
- Роберт Клотье[англ.] в роли старика
- Элизабет Роузен[англ.] в роли Кэти
- Кристал Вердж в роли Читающей текст женщины
- Кэмерон Лэбайн в роли Рика Мазероски
- Тони Сэмпсон[англ.] в роли Брэда
- Джерри Нэрн в роли первого прохожего
- Брайан МакГуган в роли офицера полиции

## Съёмки
- Эпизод первоначально предполагалось снять в качестве пересекающегося с сериалом канала CBS «Застава фехтовальщиков», который снимался в другом городе Висконсина[3][4]. Создатель шоу на CBS Дэвид Келли и Крис Картер обсуждали интересную возможность поездки Малдера и Скалли на место действия другого сериала — городок Рим в штате Висконсин[4]. В отличие от других традиционных кроссоверов, два эпизода предполагалось снять с различных точек зрения, один из них был бы показан в сериале «Секретные материалы», другой — в сериале «Застава фехтовальщиков»[4]. Однако канал CBS категорически отверг идею кроссовера.[3]. Исполнительный продюсер сериала Р. В. Гудвин сказал по этому поводу: «Мы с продюсером «Заставы фехтовальщиков» несколько дней не отходили от телефона, чтобы состыковать наши расписания съёмок. Но в самую последнюю минуту обнаружилось, что никто ничего не рассказал CBS, так что они отрезали — «Забудьте об этом. У нас и без того хватает хлопот по поводу пятничных эфиров, чтобы ещё рекламировать „Секретные материалы“. Это будет слишком»[5]. Эпизод «Заставы», который предполагалось сделать кроссовером, вышел в эфир вслед за «Красным музеем» под названием «Из яслей». Из эпизода «Секретных материалов» все отсылки к «Заставе фехтовальщиков» подчистили, а в эпизоде сериала CBS остались небольшие намёки на расследование агентов ФБР, включая упоминание персонажа по имени доктор Ларсон[4].
- Город Ладнер в Британской Колумбии послужил местом съёмок в роли Делты, а скотобойня снималась на заводе в Кловердейле с привлечением местных рабочих для сцен разделки и очистки[6].
- Продюсер Глен Морган оказался разочарован решением команды сериала, по которому в сериале снова появился Человек-с-короткой-стрижкой. «Я считаю, что возвращение этого парня и его присутствие должны быть раскрыты лучше, а персонажа на экране оказалось очень мало. Я-то думал, что этот чувак застрелил Глубокую Глотку, который нравился публике, и на том всё. А эпизод выглядит половинчатым. Я считаю это странным ходом Криса [Картера]. Он хотел сделать что-то новенькое, но я предпочёл бы увидеть целый эпизод где Малдер гонялся бы за этим парнем»[7]. Сценарист «Секретных материалов» Джеймс Вонг также дал негативный отзыв об эпизоде, сказав: «Мне кажется, что это один из самых сбивающих с толку эпизодов. У него есть аккуратная правильная идея, с которой не сочетается реализация»[7].
- Этот эпизод — первый в серии упоминаний об одержимых, этот ход сценаристы позже ещё используют в седьмом сезоне сериала, когда обнаружится правда о похищении Саманты[8].
- Последователи культа «Красного музея» считали, что 2012 год станет началом новый эры[9].